# Cappella di Maria Ausiliatrice (San Giorio di Susa)
La cappella dedicata a Maria Ausiliatrice è un luogo di culto situato nel comune di San Giorio di Susa in località Borgata Pognant (San Giorio di Susa), appartenente alla diocesi di Susa.
Risulta che la cappella fosse già esistente nel 1643, anno in cui l'abate commendatario di San Giusto di Susa, Augusto Filiberto Scaglia di Verrua fece visita alla cappella in Borgata Pognant.
L'interno della Cappella si presenta con il rivestimento in legno che fu realizzato negli anni '70 del XX secolo, per iniziativa dell'allora Parroco Don Carlo Martin (1940-2000), in sostituzione delle precedenti decorazioni originarie, andate perdute a causa dell'umidità.
La festa della Cappella viene celebrata ogni anno la domenica più vicina alla data del 24 maggio, giorno della festa di Maria Ausiliatrice.

## Galleria d'immagini

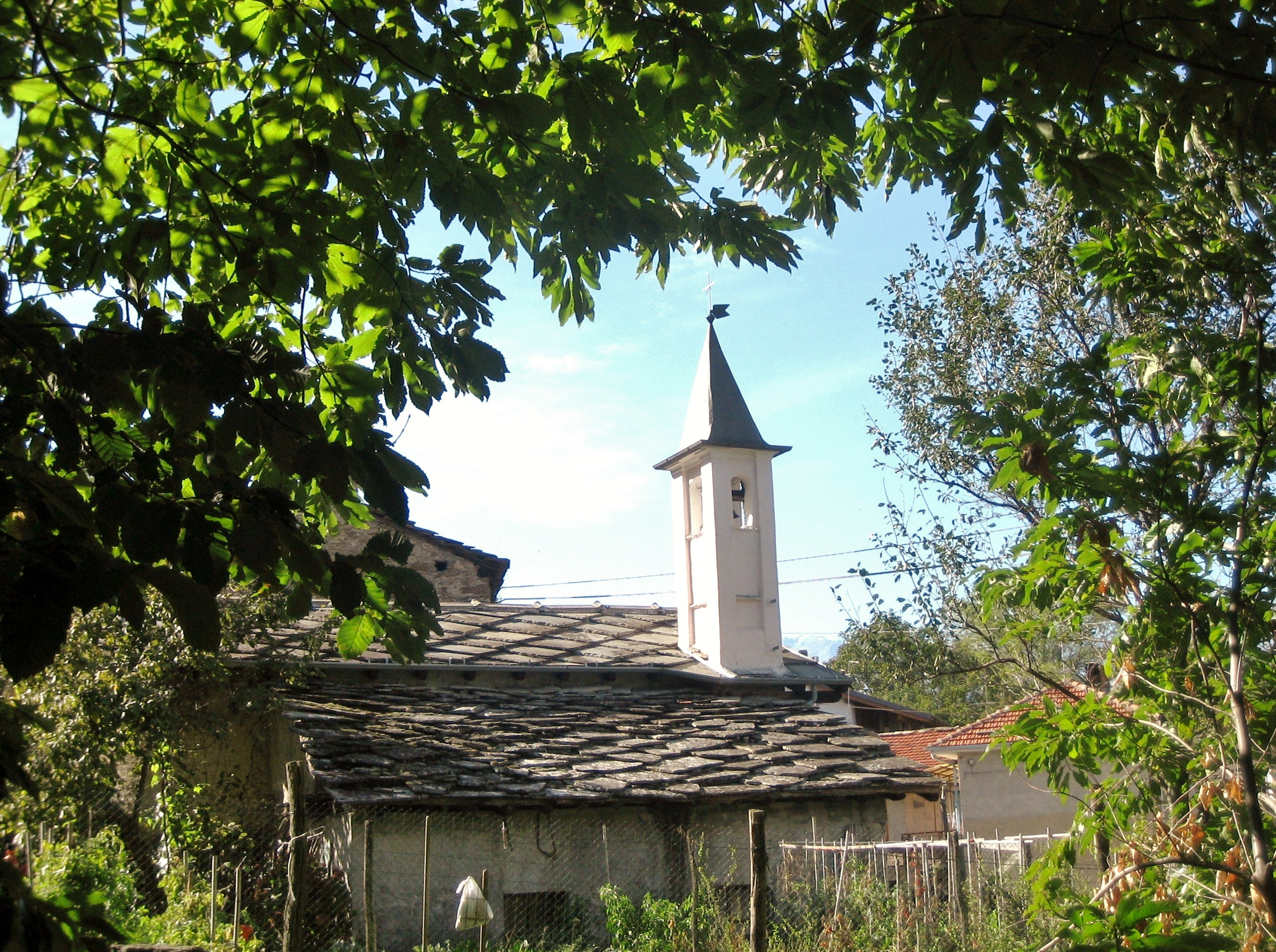
Cappella Maria Ausiliatrice vista dai castagneti di Borgata Pognant
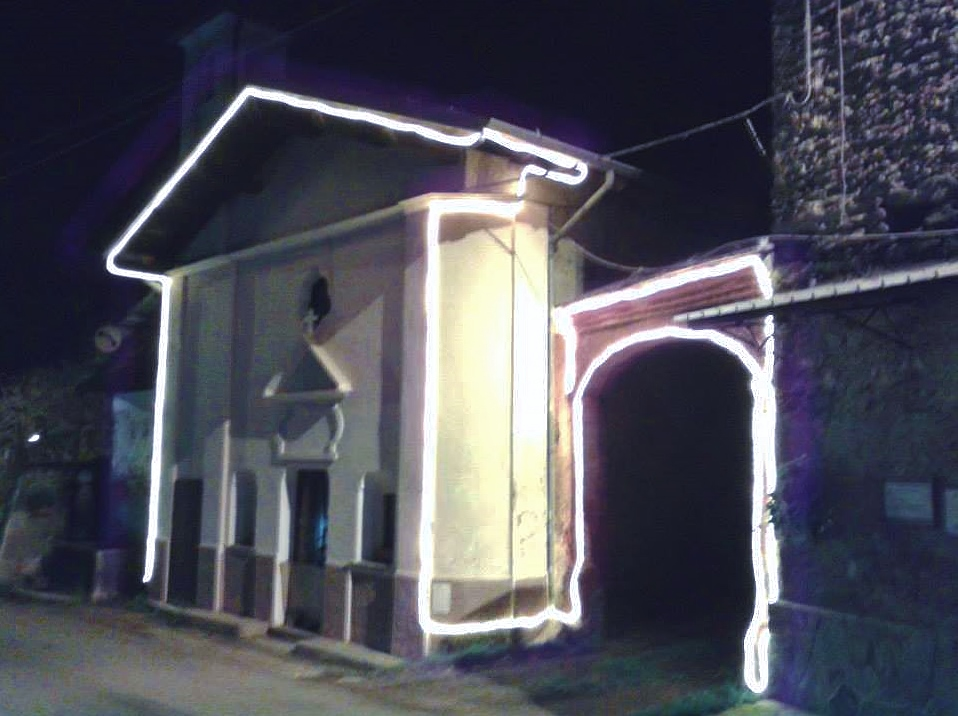
Cappella Maria Ausiliatrice in Borgata Pognant (San Giorio di Susa) Allestimento Natalizio
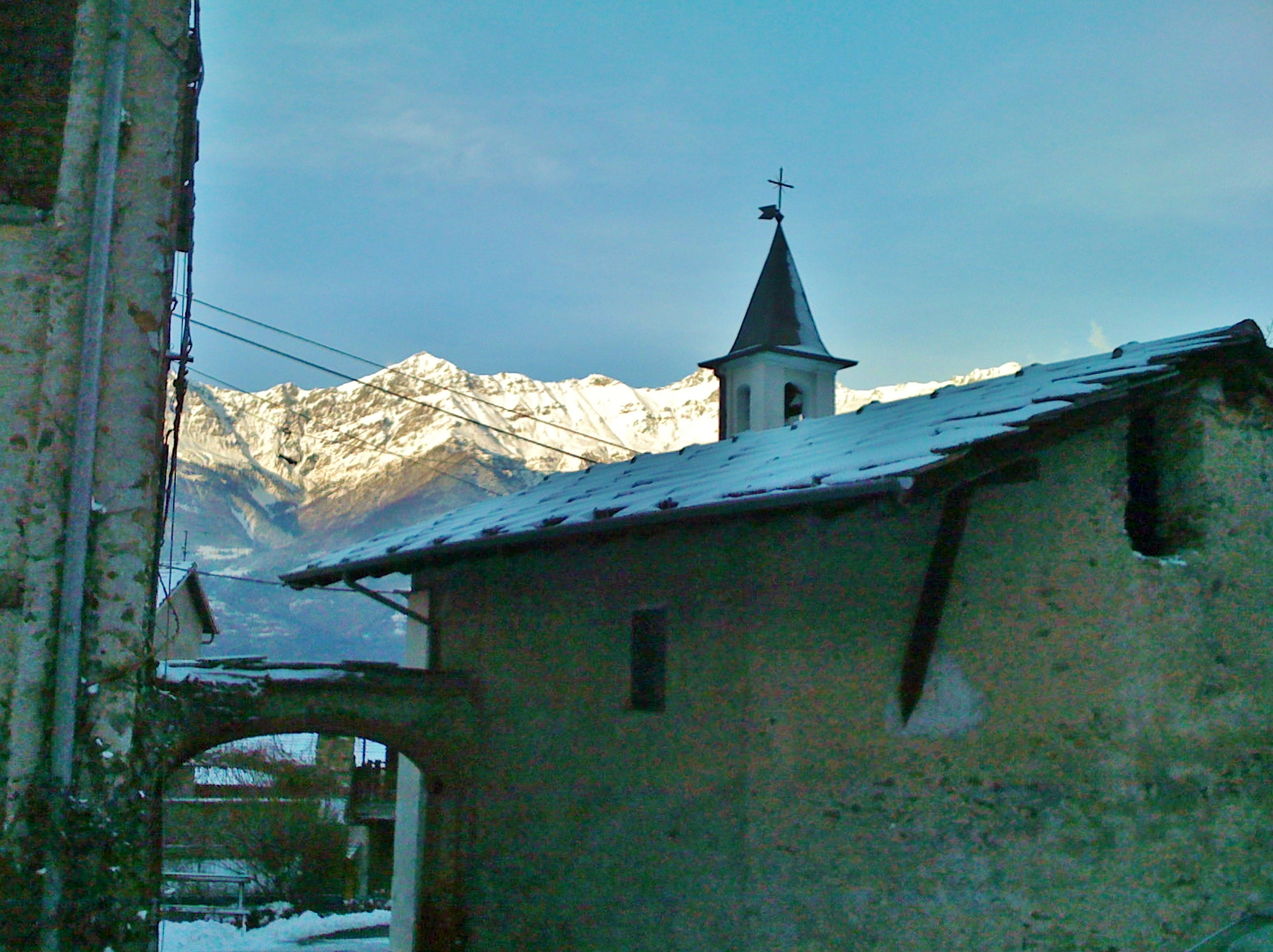
Cappella Maria Ausiliatrice in Borgata Pognant (San Giorio di Susa) vista dall'abside